# Steem
Steem es una cadena de bloques de código abierto que cuenta con más de 1 millón de cuentas registradas programada en el lenguaje de programación C++ y sus librerías principales se encuentran escritas en diferentes lenguajes, como lo son Python, JavaScript y Ruby que permite la creación de contenido inmutable, intransferible y transparente, permitiendo así la posibilidad de construcción de comunidades y creando interacción social, incentivando estas actividades con pagos en 2 criptomonedas y, a su vez, pagando en Steem Power, una ficha que hace la función de "acciones" dentro de la cadena de bloques. Como toda cadena de bloques, Steem es descentralizada y ofrece a sus usuarios total seguridad de que los dueños del contenido creado dentro de la cadena de bloques son las únicas personas que pueden modificar texto de su propiedad siempre y cuando se cuente con acceso a la llave de publicación privada (del inglés “private posting key”) o a la llave maestra privada (del inglés “private master key”) de la cuenta, de esta forma se garantiza que ningún tercero pueda modificar y/o eliminar el texto creado por un usuario. Steem cuenta con 3 fichas, 2 de ellas son transferibles, estas son: STEEM y Steem Dollar (SBD), contando también con que una de ellas es intransferible, pudiéndose transferir al pasar por un proceso denominado Power Down, esta hace función de acciones adquiridas por un usuario dentro de la cadena de bloques y se denomina “Steem Power”.

## Historia

#### Cronología
La cadena de bloques de Steem contó con un bloque génesis que fue originalmente lanzado el 23 de marzo del año 2016 anunciado en el foro bitcointalk.org, aunque en la página web oficial de Steem (Steem.com) se indica que la cadena de bloques fue lanzada el 24 de marzo del año 2016, un día después.
La primera app que se creó basada en la cadena de bloques Steem fue la plataforma Steemit, Steemit surgió como la primera plataforma en ofrecer una forma fácil y simple de poder acceder a la cadena de bloques Steem, lo que le permitió a muchos primeros usuarios disfrutar de las características de la cadena de bloques en su estado más puro, esto convirtió a Steemit en la app más utilizada para acceder a la cadena de bloques. Esta app fue creada por 2 personas llamadas Ned Scott y Dan Larimer y fue mencionada en el libro blanco oficial de la cadena de bloques Steem, haciendo aparición casi al mismo tiempo en el que el bloque génesis fue lanzando.
A mediados del año 2016, específicamente el 4 de julio de dicho año fueron otorgadas las primeras recompensas de la cadena de bloques, lo que impulsó enormemente el crecimiento de la cadena ya que gracias a esto la confianza se podía ver reflejada por los pagos. A partir de aquí, Steem ha empezado a adaptarse en muchos otros sitios y ha crecido enormemente junto al mercado de criptomonedas.
El 14 de julio del año 2016 la plataforma Steemit.com sufrió un hackeo que significó la pérdida monetaria de 85.000 dólares estadounidenses en STEEM y Steem Dollars, según datos publicados por ellos, se comprometieron 260 cuentas de usuarios pertenecientes a la cadena de bloques.
Es por esto que, ya luego del año 2017 en Steem se han incorporado muchos desarrolladores quienes han estado colaborando activamente en el mejoramiento de la cadena de bloques, lo que ha permitido que se pudieran realizar hasta 20 bifurcaciones exitosas en la cadena de bloques, mejorando y cambiando muchas de sus características principales hasta la fecha, funcionando actualmente en la versión 0.20.9.

## Concepto
La idea de Steem nace desde la posibilidad de recompensar a usuarios que creen interacción entre ellos, creando comunidades e igualmente haciendo la función de red social mientras se reciben recompensas en criptomonedas mediante votos (denominados “upvotes” dentro del lenguaje técnico en la cadena de bloques), esto funcionando totalmente bajo la responsabilidad de los usuarios que formen la plataforma, poniendo en práctica lo que se conoce en el lenguaje técnico de la cadena de bloques como sistema de prueba de cerebro.

#### Sistema de prueba de cerebro
A diferencia de otras cadenas de bloques como la cadena de bloques de Bitcoin que hacen uso de lo conocido como Sistema de prueba de trabajo o Sistema “POW” (del inglés, Proof-of-Work system), Steem hace uso de lo que se conoce como Sistema de prueba de cerebro o Sistema “POB” (del inglés Proof-of-Brain).
El Sistema POB funciona de tal manera que permite que los usuarios sean recompensados en criptomonedas mediante el uso de su cerebro. El Sistema POB nace de la fusión de 2 características únicas de Steem que permiten la incentivación por el trabajo realizado e igualmente por la sabiduría de las personas, para que esto funcione se requiere de lo que se conoce como La piscina de recompensas (del inglés “rewards pool”) que hace función de fichas dedicadas a la incentivación y conservación del contenido creado dentro de la cadena de bloques, estas fichas son repartidas gracias a un sistema de votación que funciona gracias a la sabiduría y discreción de los usuarios conformantes de la cadena de bloques, evaluando el contenido y distribuyendo las fichas haciendo uso de su Steem Power.

#### Testigos
En la cadena de bloques Steem existen entidades denominadas testigos (del inglés "witnesses"), estos usuarios hacen el papel de nodos que se encargan de validar, confirmar y procesar todas las operaciones que se realicen dentro de la cadena de bloques. En Steem la producción de bloques es realizada en rondas, estos bloques son procesados por 21 testigos, 20 de estos testigos son seleccionados por votación y aprobación de toda la comunidad mientras que un espacio es perteneciente a un testigo que no llegó a estar entre los 20 testigos seleccionados.
Los testigos son totalmente seleccionados por la comunidad dependiendo de sus contribuciones en ella, estos usuarios usualmente son personas, comunidades o entidades que se encargan de hacer contribuciones al código de la cadena de bloques en beneficio de todos los usuarios que la conforman o también son proyectos que se encargan de agregarle valor a la cadena de bloques Steem llenándola de inversión o llevándola a otros lugares fuera de la cadena, aumentando su reconocimiento en otros lugares.
Los 21 testigos de la cadena reciben el 10% de la recompensa que otorga la piscina de recompensas, de esta forma la cadena de bloques incentiva automáticamente a los usuarios que colaboren en el mantenimiento de la cadena de bloques, removiendo la necesidad de contar con los convencionales mineros que pertenecen a las cadenas de bloques usuales.

## Economía
La economía empleada en Steem se basa en 3 diferentes fichas de las cuales 2 son criptomonedas totalmente transferibles y reflejan un valor económico directo que puede consultarse en los mayores sitios web de criptomonedas, también pudiéndose comerciar estas criptomonedas en las diferentes casas de cambio que permiten realizar intercambios entre activos con estas criptomonedas, la otra ficha se usa para funciones más específicas dentro de la cadena de bloques y no es posible transferirla directamente, lo que significa que no puede usarse como una moneda normal.

#### STEEM
El STEEM es la criptomoneda principal de la cadena de bloques Steem, esta criptomoneda sirve principalmente para que la plataforma cuente con una criptomoneda que garantice el valor del contenido realizado dentro de la cadena de bloques, este valor se podrá ver reflejado en otros ámbitos/plataformas fuera de la cadena de bloques Steem, y es por esto que la criptomoneda STEEM forma parte fundamental del funcionamiento económico de la cadena de bloques. Actualmente el precio del STEEM se cotiza a 0,50 dólares estadounidenses.
Hay distintas formas para generar STEEM, pero hay que tener en cuenta que la única fuente de todos los STEEM es la piscina de recompensas, la única forma para generar STEEM es agregando valor a la cadena de bloques de una u otra forma y esto es lo que diferencia a la cadena de bloques Steem de otras cadenas de bloques como Bitcoin, que hacen uso del Sistema de prueba de trabajo, en Steem los diferentes actores como los creadores de contenido, testigos e incluso los curadores realizan trabajos específicos dentro de la cadena de bloques para ganar diferentes cantidades de criptomonedas, esto es lo que garantiza que la única forma para generar nuevos STEEM sea únicamente agregando valor a la cadena de bloques, ya que estas tareas son fundamentales para el funcionamiento correcto de la cadena de bloques e incentivar a los usuarios pertenecientes a ella.
La piscina de recompensas contiene el 75% de todos los nuevos STEEM generados, estos STEEM son distribuidos entre los creadores de contenido e igualmente los curadores, 15% son distribuidos entre los poseedores de fichas STEEM o Steem Power, para luego completar el 100% distribuyendo el 10% restante entre los testigos de la cadena de bloques.
El STEEM también cuenta con una función llamada power up, que consiste en transformar una determinada cantidad de los STEEM del usuario en Steem Power de forma instantánea, convertir tus STEEM en Steem Power significa que no podrás transferir o usar tus STEEM a menos que inicies un proceso denominado power down (descrito más adelante).

#### Steem Dollar (SBD)
El Steem Dollar, con una cotización de 1,09 dólares estadounidenses es la segunda criptomoneda transferible y con un mercado activo dentro de la cadena de bloques Steem, esta criptomoneda tiene como objetivo estabilizar la economía general de la cadena de bloques, la estabilización es fundamental para garantizar una economía sana y funcional dentro de la cadena de bloques.
El Steem Dollar es una criptomoneda que cuenta con un valor (o se intenta) anclado a la unidad de dólar estadounidense (o dólar americano), los STEEM que se generen también cuentan con una cierta cantidad de Steem Dollars, la relación STEEM-SBD es de 19:1, es decir, por 19 STEEM impresos, se imprime 1 SBD, así el valor de la criptomoneda STEEM se encuentra respaldado en esta.
La impresión de Steem Dollars puede variar dependiendo de la capitalización de mercado de ambas criptomonedas, si la capitalización de mercado de ambas criptomonedas cumple con ciertos parámetros se mantendrá la relación dicha anteriormente. 

#### Steem Power (SP)
La única ficha que forma parte fundamental del funcionamiento de la cadena de bloques Steem es el Steem Power, mayormente conocido como SP dentro de los usuarios de la cadena de bloques.
Esta ficha es muy interesante y forma parte esencial de todo el funcionamiento del sistema de votación dentro de la cadena, esta ficha podría representarse como acciones adquiridas de una empresa, mientras más acciones tengas adquiridas, mayor influencia tendrás dentro de la empresa.
El Steem Power hace que los usuarios tengan más poder dentro de la cadena de bloques a la hora de hacer el papel de curadores, mientras más cantidad de SP tenga el usuario mayor será el valor de su upvote, repartiendo así más o menos recompensas, siempre dependiendo del valor de su upvote. El Steem Power es muy importante ya que puede utilizarse hasta para comparar directamente la confianza que tiene un usuario perteneciente a la cadena de bloques, mientras más Steem Power tenga la cuenta, mayor confianza y compromiso demuestra en la cadena de bloques. También cuenta con un papel fundamental respecto a la cantidad de actividades que puede realizar un usuario en un plazo de 24 horas, mientras más Steem Power tenga el usuario, más comentarios, artículos y transacciones podrá realizar en la cadena de bloques en un plazo de 24 horas.
En la bifurcación número 20 de la cadena de bloques se implementó lo que se conoce en la cadena de bloques como créditos de recursos (del inglés "resource credits"), una ficha que sirve para determinar la cantidad de actividades que puede realizar el usuario en la cadena de bloques, la cantidad de créditos de recursos que tiene un usuario dependerá de la cantidad de Steem Power que tenga, estos créditos de recursos se gastarán mientras más actividades realice el usuario dentro de la cadena de bloques. Cuando un usuario se queda agotado de créditos de recursos se limitará la cuenta, impidiéndole realizar acciones como comentar, crear artículos o transferir dinero a otras cuentas pertenecientes a la cadena de bloques, esta limitación será por un plazo limitado ya que los créditos de recursos se recargan a una velocidad proporcional a la cantidad de Steem Power/Créditos de recursos que tenga la cuenta.
El Steem Power es intransferible, pero cuenta con ciertas funciones específicas de esta ficha que la diferencia totalmente de las otras dos criptomonedas pertenecientes a la cadena de bloques, entre estas funciones pueden destacarse las siguientes:

##### Delegación
La delegación de Steem Power consiste en otorgar una parte del Steem Power general que tenga un usuario, no se puede delegar todo el Steem Power de una cuenta ya que esto resultaría en ocasionar la inutilización de la cuenta hasta que se cuente con una cantidad de SP que pueda permitir la utilización de la cuenta, el proceso de delegación se asimila a un préstamo monetario con la excepción de que no recibes ningún beneficio a menos que lo acuerdes con la segunda parte, es decir, con la cuenta a la que estás delegando de tu Steem Power.

##### Power Down
Otra función que se suele utilizar mucho entre los usuarios que cuentan con una cantidad de Steem Power relativamente grande es la denominada power down, esta función permite que el Steem Power pase a ser la criptomoneda STEEM mediante un proceso que dura un plazo de 13 semanas.
Semanalmente se otorgará al usuario la decimotercera parte de la cantidad total de Steem Power que se sometió al proceso de power down, la cantidad recibida semanalmente se detendrá al finalizar la semana 13, dando por finalizado el proceso de power down. Esta es la única forma que ofrece la cadena de bloques para convertir el Steem Power en una unidad transferible.

### Bifurcación
El 20 de marzo del año 2020 fue realizada una bifurcación (Hard Fork) de la cadena Steem debido a disputas entre la comunidad Steem y la empresa Steemit, Inc y su actual dueño Justin Sun, según la comunidad, esta bifurcación fue realizada para mantener la esencia de Steem y mantener la descentralización en la cadena. 

#### Hive
Esta bifurcación fue llevada a cabo por los 20 anteriores testigos elegidos por consenso de la comunidad contando con el apoyo de varios grandes inversores de la cadena principal, la bifurcación fue llamada HIVE, esta cadena completamente aparte de Steem fue creada por un gran porcentaje de la comunidad de Steem, gran parte de la comunidad fue dividida en esta bifurcación ya que también hubo personas quienes no apoyaron esta bifurcación. El código base de Hive está completamente basado en el código base de Steem a diferencia de unas "mejoras" implementadas por los desarrolladores que se encargaron de crear esta bifurcación y, también esta bifurcación eliminó la existencia de una gran cantidad de fichas que Steemit, Inc tenía en su poder, esto fue realizado para evadir el ataque sybil realizado por Justin Sun. La economía de Hive se basa en la misma de Steem, solo que los nombres son diferentes, las monedas de esta nueva cadena tienen como nombre: HIVE (criptomoneda principal, sustituyente de STEEM), Hive Backed Dollar (HBD, sustituyente de Steem Backed Dollar) y, HP (Hive Power, sustituyente de Steem Power). 

#### Airdrop
Hive realizó un airdrop de criptomonedas para todos los usuarios que no tuvieran registros de haber apoyado a Justin Sun en un ataque hostil perpetuado junto a las casas de cambio de criptomonedas (exchanges) Binance, Huobi y Poloniex. Este airdrop consistió en otorgar la misma cantidad de fichas que el usuario tenía en Steem en la nueva cadena, reflejando el mismo saldo de Steem del usuario en la nueva cadena Hive. La lista de exclusión de las personas que no fueron elegibles para recibir el airdrop fue creada mediante un algoritmo creado por los desarrolladores que trabajaron en la bifurcación, este algoritmo fue puesto en duda debido a diversas quejas de parte de unos cuantos usuarios de Steem ya que fueron excluidos del airdrop a pesar de eliminar todo rastro de apoyo hacia Justin Sun. Los desarrolladores de Hive comunicaron que este pequeño error ocurrió debido a que no tenían mucho tiempo para trabajar en el algoritmo y así perfeccionarlo, por lo que se hará uso del DHF para otorgar los tokens a los usuarios que fueron excluidos del airdrop por error del algoritmo.